# Bonaventure de Barcelone
Pour les articles homonymes, voir Bonaventure.
Bonaventure de Barcelone, né à Riudoms (Catalogne) le 24 novembre 1620 et mort à Rome le 11 septembre 1684, est un frère franciscain espagnol fondateur d'une réforme franciscaine et reconnu bienheureux par l'Église catholique.

## Biographie
Il naît en 1620 à Riudoms et reçoit les prénoms de Michel Baptiste. Malgré son désir de vie religieuse, il se marie à 18 ans pour obéir à son père mais sa femme meurt quelques mois plus tard. Devenu veuf, il entre chez les franciscains au monastère de saint Michel d'Escornalbou (es) et fait profession religieuse le 14 juillet 1641, prenant le nom de Bonaventure. Les années suivantes, il est nommé à Móra d'Ebre, Figueras, La Bisbal d'Empordà et Terrassa.
En 1658, il est envoyé à Rome où il fonde le Santo Retiro, quatre couvents dont celui de San Bonaventura al Palatino. Il est conseiller de quatre papes : Alexandre VII, Clément IX, Clément X et Innocent XI. En 1662, il fonde la Riformella, un mouvement de réforme au sein des frères mineurs réformés de la stricte observance, afin que les frères et prêtres franciscains dédiés à l'apostolat populaire puissent se ressourcer dans des maisons de prière et de retraite spirituelle, vivant ainsi l'esprit fondateur de l'ordre franciscain. Son mouvement de réforme est d'abord mal accueilli par les frères franciscain, mais au bout d'un certain temps il reçoit l'appui du général de l'ordre qui l'autorise à fonder plusieurs de ces « déserts »,,.
En 1679, à la demande de citoyens de Riudoms, il envoie de Rome les reliques de saint Boniface, saint Julien et saint Vincent. Depuis, la fête des reliques est célébrée à Riudoms le deuxième dimanche de mai. Il meurt à Rome le 11 septembre 1684.

## Béatification et notoriété

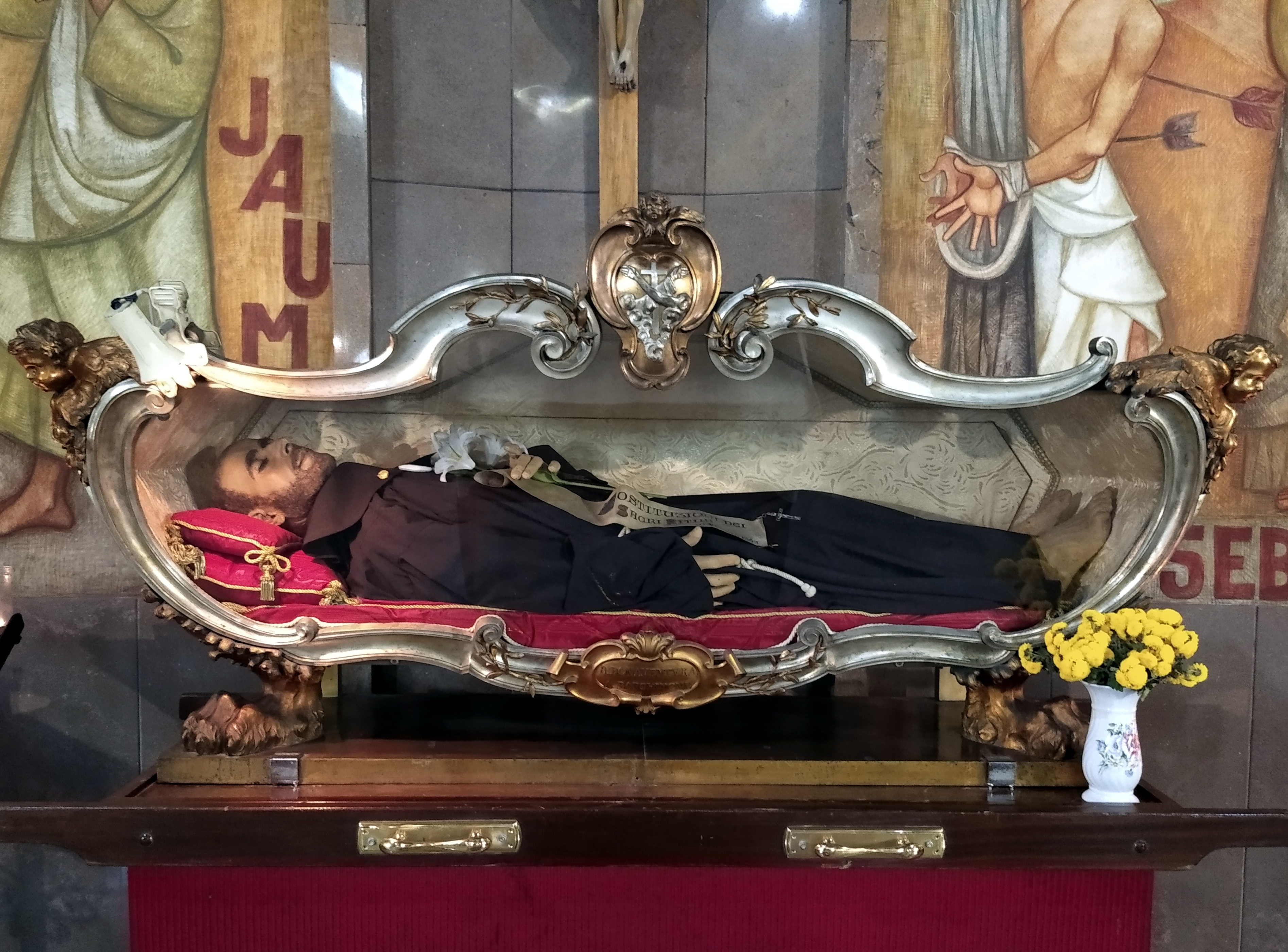
Cercueil de Saint Bonaventure exposé dans l'église de Riudoms lors des festivités de 2020.

Il est béatifié le 21 mai 1906 par Pie X ; ses restes mortels sont d'abord placés dans l'église San Bonaventura al Palatino puis ils sont transférés dans l'église Saint Jacques le majeur (ca) de Riudoms. Une fête est célébrée en son honneur tous les 24 novembre au cours de laquelle ses reliques sont portées en procession à travers la ville.
Dans l'Église catholique, sa fête est célébrée le 11 septembre,.
L'année 2012 a été déclarée année jubilaire pour fêter les 350 ans de la naissance de Michel Battiste Gran Peris (jubilé célébré dans le couvent Notre-Dame-des-Grâces près de Ponticelli (Italie).

## Source
- (ca) Cet article est partiellement ou en totalité issu de l’article de Wikipédia en catalan intitulé « Bonaventura Gran » (voir la liste des auteurs).